# Myhowe
Myhowe (ukr. Мигове) – wieś na Ukrainie, w obwodzie czerniowieckim, w rejonie wyżnickim. W 2001 liczyła 3693 mieszkańców, wśród których 3667 wskazało jako ojczysty język ukraiński, 20 rosyjski, 3 mołdawski, 2 rumuński, a 1 białoruski.